# Степанов Михайло Карпович
Степа́нов Миха́йло Ка́рпович (нар. 15 вересня 1912 — пом. 25 травня 1962) — учасник Другої світової війни, командир роти, молодший лейтенант, Герой Радянського Союзу (1945).

## Біографія
Народився 15 вересня 1912 рока в селі Колосівка Веселинівського району Миколаївської області в селянській родині. Українець. Після закінчення 8 класів школи працював шофером.
У 1934–1937 роках проходив дійсну військову службу в лавах РСЧА. У 1939 році мобілізований удруге. Учасник вторгнення СРСР до Польщі 1939 року. Брав участь у радянсько-фінській війні 1939–1940 років. У 1940 році закінчив курси молодших лейтенантів.
Учасник німецько-радянської війни з червня 1941 року.
Командир роти 13-го гвардійського повітряно-десантного полку 1-ї гвардійської повітряно-десантної дивізії 53-ї армії 2-го Українського фронту гвардії молодший лейтенант М. К. Степанов особливо відзначився на території Угорщини. 24-25 жовтня 1944 року у боях в районі містечка Тисадорогма, північно-східніше міста Тисафюред у числі перших з ротою форсував річку Тиса, захопив і утримував плацдарм, відбивши кілька запеклих контратак супротивника. Був поранений, але не залишив поля бою.
У 1946 році гвардії молодший лейтенант М. К. Степанов вийшов у відставку. Жив у місті Кіровограді. Працював на машинобудівному заводі «Червона Зірка».
Помер 25 травня 1962 року. Похований у Пантеоні Вічної Слави.

## Нагороди
Указом Президії Верховної Ради СРСР від 24 березня 1945 року молодшомуй лейтенанту Степанову Михайлу Карповичу присвоєне звання Героя Радянського Союзу з врученням ордена Леніна і медалі «Золота Зірка» (№ 7327).
Також нагороджений орденом Червоної Зірки, медалями.

## Пам'ять
У селі Колосівка Веселинівського району Миколаївської області встановлено погруддя Героя.